# Autostrada Hemus
L'autostrada A2 Hemus (in bulgaro Aвтомагистрала "Хемус"?, Avtomagistrala "Hemus") è un'autostrada situata nella Bulgaria settentrionale che collega Sofia con Varna, di cui a gennaio 2024 sono stati completati il segmento iniziale e quello finale, per una lunghezza di 191 km su 418 previsti.

## Storia
La costruzione dell'autostrada iniziò nel 1974, con la prima zolla simbolicamente posata dall'allora segretario del Partito Comunista Bulgaro, Todor Zhivkov. Il primo tratto fu inaugurato cinque anni dopo, nel 1979, tra Varna e la città portuale-industriale di Devnja, della lunghezza di 23,6 km. Da quel momento i lavori procedettero molto lentamente, complice il passaggio traumatico della Bulgaria dal totalitarismo alla democrazia, nel 1990. Da quest'anno al 2005 furono inaugurati solo due tratti brevi, uno interamente nel comune di Pravets, l'altro tra Shumen e Kaspichan.
Nel 2016 i lavori furono interrotti dal secondo governo di Boyko Borissov, del partito GERB, per mancanza di fondi.
La costruzione proseguì negli anni successivi. Al 2024, l'ultima sezione inaugurata è stata tra Belokopitovo e Buhovtsi, nelle regioni di Shumen e Targovishte, nell'ottobre 2022. 
La scadenza per il completamento del percorso è stata ritardata a più riprese. Il ministro dello sviluppo regionale Andrej Tsekov, del governo Denkov, nel novembre 2023 ha dichiarato che nel 2029 la costruzione dovrebbe essere terminata, dando come termine il 2027 per il completamento del tratto tra il viadotto "Boaza", nel comune di Yablanitsa, e Veliko Tarnovo.

## Denominazione
Il suo nome è dovuto all'antico nome latino, Haemus dei Monti Balcani, che essa attraversa.